# Titidius dubitatus
Titidius dubitatus är en spindelart som beskrevs av Soares 1946. Titidius dubitatus ingår i släktet Titidius och familjen krabbspindlar. Inga underarter finns listade i Catalogue of Life.